# 江盘镇
江盘镇，原为江盘乡，是中华人民共和国甘肃省甘南藏族自治州舟曲县下辖的一个乡镇级行政单位。2018年9月撤乡改镇。

## 行政区划
江盘镇下辖以下地区：
南桥村、河南村、云台村、阳山村、姚家楞村、端山村、南山村和马土山村。